# Carl Eric Rosenquist
Carl Eric Rosenquist, född 26 juni 1906 i Helsingborg, död 17 april 1982 i Ängelholm i Kristianstads län, var en svensk kyrkomusiker och tonsättare.
Från 1927 till 1928 studerade han vid Kirchenmusikalisches Institut i Leipzig. Han tog Kyrkosångarexamen 1928 i Malmö, organistexamen 1929 och musiklärarexamen 1930. 1930 blev han organist i Ängelholms församling.

## Biografi
Rosenquist var son till packmästaren Carl Robert Rosenquist och Olivia Nilsson. Han gifte sig 1934 med Ingeborg Zorn och de fick barnen Carl Arne (född 1935) och Carl Gunnar (född 1938).

## Musikverk

### Körverk
- Allt fullkomnat är. Liten kantat för Kristi himmelsfärds dag. (SATB, orgel och violin, Nordiska musikförlaget 1941)
- Hosianna (SSA, Nordiska musikförlaget 1955)
- Ur Per coro (1970)
  - Stjärngossar

### Orgelverk
- Ur Postludier del II
  - I levernets bekymmer sänkt
  - Kommen, alla, som arbeten
  - Ingen herde kan så leta
  - Ingen herde kan så leta (förenklad)
  - Behåll oss vid ditt rena ord
  - Vart flyr jag för Gud och hans eviga lag
  - Oss kristna bör tro och besinna
  - Förgäves all den omsorg är

- Ur Postludier del III
  - Var man må nu/
  - Tiden flyr
  - Den ljusa dag framgången
  - En dalande dag